# 閉伊川
閉伊川（へいがわ）は、岩手県宮古市を流れる二級河川。閉伊川水系の本流である。

## 地理
旧・川井村にある岩神山と兜明神獄の標高1,000メートルを超える鞍部に源流を持ち、区界峠付近から流れの向きを東に変える。北上高地を西から東へ蛇行しながら支流を集めて流れ、宮古市街地を東流し太平洋に繋がる宮古湾へ注ぐ。源流部である区界峠から河口までほぼ全ての流域をJR山田線と国道106号（閉伊街道）が並走する。

## 主な支流
下流より順に
- 山口川
- 近内川
- 長沢川
- 二又川
- 刈屋川
- 蕨ノ沢
- 前刈川
- 大沢川
- 坂本沢
- 小国川
- 巣喰沢
- 矢田川
- 夏屋川
- 達曽部沢
- 吉部沢
- 御山川
- 鞍沢
- 桐ノ木沢

## 主な橋梁
下流より順に
- 宮古大橋
- 宮古橋
- 小山田橋
- 閉伊川橋（仮称）
- 千徳大橋
- 花輪橋
- 牛伏橋
- 腹帯下の橋
- 腹帯上の橋

## 主な施設
- へいがわ老木公園
- リバーパークにいさと - archive.today（2013年4月27日アーカイブ分）